# Costa Rica op de Olympische Zomerspelen 1996
Costa Rica nam deel aan de Olympische Zomerspelen 1996 in Atlanta, Verenigde Staten. 

## Medailleoverzicht
| Sport   | Olympiër     | Onderdeel           | Medaille |
| ------- | ------------ | ------------------- | -------- |
| Zwemmen | Claudia Poll | 200m vrije slag (v) | Goud     |

## Deelnemers en resultaten
(m) = mannen, (v) = vrouwen

### Atletiek
| Olympiër         | Discipline   | Resultaat | Prestatie             |
| ---------------- | ------------ | --------- | --------------------- |
| José Luis Molina | marathon (m) | 24e       | 2:17.49               |
|                  |              |           |                       |
| Zoila Stewart    | 400m (v)     | 33e       | serie 7: 5de in 52,66 |

### Judo
| Olympiër    | Discipline | Resultaat | Prestatie                      |
| ----------- | ---------- | --------- | ------------------------------ |
| Henry Núñez | -71kg (m)  | 21e       | 1ste ronde: V van IRI Ghomi    |
| Ronny Gómez | -95kg (m)  | 31e       | 1ste ronde: V van JPN Nakamura |

### Kanovaren
| Olympiër         | Discipline | Resultaat | Prestatie |
| ---------------- | ---------- | --------- | --------- |
| Roger Madrigal   | K-1 (m)    | 39e       | 180,34    |
|                  |            |           |           |
| Gilda Montenegro | K-1 (v)    | 28e       | 265,93    |

### Schoonspringen
| Olympiër         | Discipline    | Resultaat | Prestatie                          |
| ---------------- | ------------- | --------- | ---------------------------------- |
| Daphne Hernández | 3m plank (v)  | 30e       | voorronde: 30ste met 151,11 punten |
| Daphne Hernández | 10m toren (v) | 26e       | voorronde: 26ste met 217,77 punten |

### Wielersport
| Olympiër           | Discipline | Resultaat | Prestatie |
| ------------------ | ---------- | --------- | --------- |
| José Andrés Brenes | mannen     | 6e        | 2:25.51   |

### Zwemmen
| Olympiër           | Discipline           | Resultaat | Prestatie                                            |
| ------------------ | -------------------- | --------- | ---------------------------------------------------- |
| Juan José Madrigal | 100m schoolslag (m)  | 34e       | serie 2: 3de in 1.05,47 (NR)                         |
|                    |                      |           |                                                      |
| Claudia Poll       | 200m vrije slag (v)  | Goud      | serie 5: 1ste in 1.59,87 finale: 1ste in 1.58,16     |
| Claudia Poll       | 400m vrije slag (v)  | 34e       | serie 3: 1ste in 4.12,07 finale: 5de in 4.10,00 (NR) |
| Melissa Mata       | 200m vlinderslag (v) | 33e       | serie 1: 2de in 2.23,89                              |

Afghanistan · Albanië · Algerije · Amerikaanse Maagdeneilanden · Amerikaans-Samoa · Andorra · Angola · Antigua‑Barbuda · Argentinië · Armenië · Aruba · Australië · Azerbeidzjan · Bahama's · Bahrein · Bangladesh · Barbados · België · Belize · Benin · Bermuda · Bhutan · Bolivia · Bosnië en Herzegovina · Botswana · Brazilië · Britse Maagdeneilanden · Brunei · Bulgarije · Burkina Faso · Burundi · Cambodja · Canada · Centraal-Afrikaanse Republiek · Chili · China · Chinees Taipei · Colombia · Comoren · Congo-Brazzaville · Cookeilanden · Costa Rica · Cuba · Cyprus · Denemarken · Djibouti · Dominica · Dominicaanse Republiek · Duitsland · Ecuador · Egypte · El Salvador · Equatoriaal-Guinea · Estland · Ethiopië · Fiji · Filipijnen · Finland · Frankrijk · Gabon · Gambia · Georgië · Ghana · Grenada · Griekenland · Groot-Brittannië · Guam · Guatemala · Guinee · Guinee-Bissau · Guyana · Haïti · Honduras · Hongarije · Hongkong · Ierland · IJsland · India · Indonesië · Irak · Iran · Israël · Italië · Ivoorkust · Jamaica · Japan · Jemen · Joegoslavië · Jordanië · Kaaimaneilanden · Kaapverdië · Kameroen · Kazachstan · Kenia · Kirgizië · Koeweit · Kroatië · Laos · Lesotho · Letland · Libanon · Liberia · Libië · Liechtenstein · Litouwen · Luxemburg ·  Macedonië · Madagaskar · Malawi · Malediven · Maleisië · Mali · Malta · Marokko · Mauritanië · Mauritius · Mexico · Moldavië · Monaco · Mongolië · Mozambique · Myanmar · Namibië · Nauru · Nederland · Nederlandse Antillen · Nepal · Nicaragua · Nieuw-Zeeland · Niger · Nigeria · Noord-Korea · Noorwegen · Oeganda · Oekraïne · Oezbekistan · Oman · Oostenrijk · Pakistan · Palestina · Panama · Papoea-Nieuw-Guinea · Paraguay · Peru · Polen · Portugal · Puerto Rico · Qatar · Roemenië · Rusland · Rwanda · Saint Kitts en Nevis · Saint Lucia · Saint Vincent en Grenadines · Salomonseilanden · Samoa · San Marino · Sao Tomé en Principe · Saoedi-Arabië · Senegal · Seychellen · Sierra Leone · Singapore · Slovenië · Slowakije · Soedan · Somalië · Spanje · Sri Lanka · Suriname · Swaziland · Syrië · Tadzjikistan · Tanzania · Thailand · Togo · Tonga · Trinidad en Tobago · Tsjaad · Tsjechië · Tunesië · Turkije · Turkmenistan · Uruguay · Vanuatu · Venezuela · Verenigde Arabische Emiraten · Verenigde Staten · Vietnam · Wit-Rusland · Zaïre · Zambia · Zimbabwe · Zuid-Afrika · Zuid-Korea · Zweden · Zwitserland